# Bahnhof Düsseldorf Flughafen
Bahnhof Düsseldorf Flughafen vasútállomás Németországban, Düsseldorfban, a repülőtér mellett. A német vasútállomás-kategóriák közül a második csoportba tartozik.

## Vasútvonalak
Az állomást az alábbi vasútvonalak érintik:
- Köln–Duisburg-vasútvonal

## Forgalom

### Regionális
| Járat | Útvonal | Ütem                                                                        |
| ----- | --- | --------------------------------------------------------------------------- |
| RE 1  | NRW-Express: Aachen Hbf – Aachen-Rothe Erde – Eilendorf (csak erősítő vonatok) – Stolberg (Rheinl) Hbf – Eschweiler Hbf – Langerwehe – Düren – Horrem – Köln-Ehrenfeld – Köln Hbf – Köln Messe/Deutz – Köln-Mülheim – Leverkusen Mitte – Düsseldorf-Benrath – Düsseldorf Hbf – Düsseldorf Flughafen – Duisburg Hbf – Mülheim (Ruhr) Hbf – Essen Hbf – Wattenscheid – Bochum Hbf – Dortmund Hbf – Dortmund-Scharnhorst (csak kis forgalom esetén) – Dortmund-Kurl (csak csúcsidőn kívül) – Kamen-Methler (nur SVZ) – Kamen – Nordbögge (nur SVZ) – Hamm (Westf) – Soest – Lippstadt – Paderborn Hbf          | 060 perc (Aachen–Hamm) 120 perc (Hamm–Paderborn)                            |
| RE 2  | Rhein-Haard-Express: Münster (Westf) Hbf – Münster-Albachten – Bösensell – Nottuln-Appelhülsen – Buldern – Dülmen – Sythen – Haltern am See – Marl-Sinsen – Recklinghausen Hbf – Recklinghausen Süd – Wanne-Eickel Hbf – Gelsenkirchen Hbf – Essen Hbf – Mülheim (Ruhr) Hbf – Duisburg Hbf – Düsseldorf Flughafen – Düsseldorf Hbf | 60 perc                                                                     |
| RE 3  | Rhein-Emscher-Express: Düsseldorf Hbf – Düsseldorf Flughafen – Duisburg Hbf – Oberhausen Hbf – Essen-Altenessen – Gelsenkirchen Hbf – Wanne-Eickel Hbf – Herne – Castrop-Rauxel Hbf – Dortmund-Mengede – Dortmund Hbf – Dortmund-Scharnhorst – Dortmund-Kurl – Kamen-Methler – Kamen – Nordbögge – Hamm (Westf) | 60 perc                                                                     |
| RE 5  | Rhein-Express: Emmerich – Praest – Millingen (b Rees) (zweistdl.) – Empel-Rees – Haldern (Rheinl) (zweistdl.) – Mehrhoog – Wesel-Feldmark – Wesel – Friedrichsfeld (Niederrhein) (zweistdl.) – Voerde (Niederrhein) – Dinslaken – Oberhausen-Holten (zweistdl.) – Oberhausen-Sterkrade – Oberhausen Hbf – Duisburg Hbf – Düsseldorf Flughafen – Düsseldorf Hbf – Düsseldorf-Benrath – Leverkusen Mitte – Köln-Mülheim – Köln Messe/Deutz – Köln Hbf – Köln Süd – Brühl – Bonn Hbf – Bonn-Bad Godesberg – Oberwinter – Remagen – Sinzig (Rhein) – Bad Breisig – Andernach – Koblenz Stadtmitte – Koblenz Hbf | 60 perc                                                                     |
| RE 6  | Westfalen-Express: Düsseldorf Hbf – Düsseldorf Flughafen – Duisburg Hbf – Mülheim (Ruhr) Hbf – Essen Hbf – Wattenscheid – Bochum Hbf – Dortmund Hbf – Kamen – Hamm (Westf) – Heessen – Ahlen (Westf) – Neubeckum – Oelde – Rheda-Wiedenbrück – Gütersloh Hbf – Bielefeld Hbf – Herford – Löhne (Westf) – Bad Oeynhausen – Porta Westfalica – Minden (Westf) | 60 perc                                                                     |
| RB 35 | Der Weseler: Emmerich – Praest – Millingen (b Rees) – Empel-Rees – Haldern (Rheinl) – Mehrhoog – Wesel-Feldmark – Wesel – Friedrichsfeld (Niederrhein) – Voerde (Niederrhein) – Dinslaken – Oberhausen-Holten – Oberhausen-Sterkrade – Oberhausen Hbf – Duisburg Hbf – Düsseldorf Flughafen – Düsseldorf Hbf – Düsseldorf-Benrath – Leverkusen Mitte – Köln-Mülheim – Köln Messe/Deutz – Köln Hbf | 60 perc (nur Werktags-HVZ) einmal täglich in Lastrichtung (Düsseldorf-Köln) |

S-Bahn Rhein-Ruhr
| Járat | Útvonal | Ütem    |
| ----- | --- | ------- |
|       | Solingen Hbf – Solingen Vogelpark – Hilden Süd – Hilden – Düsseldorf-Eller – Düsseldorf-Eller Mitte – Düsseldorf-Oberbilk – Düsseldorf Volksgarten – Düsseldorf Hbf – Düsseldorf Wehrhahn – Düsseldorf Zoo – Düsseldorf-Derendorf – Düsseldorf-Unterrath – Düsseldorf Flughafen – Angermund – Duisburg-Rahm – Duisburg-Großenbaum – Duisburg-Buchholz – Duisburg-Schlenk – Duisburg Hbf – Mülheim (Ruhr)-Styrum – Mülheim (Ruhr) Hbf – Essen-Frohnhausen – Essen West – Essen Hbf – Essen-Steele – Essen-Steele Ost – Essen-Eiberg – Wattenscheid-Höntrop – Bochum-Ehrenfeld – Bochum Hbf – Bochum-Langendreer West – Bochum-Langendreer – Dortmund-Kley – Dortmund-Oespel – Dortmund Universität – Dortmund-Dorstfeld Süd – Dortmund-Dorstfeld – Dortmund Hbf | 20 perc |

### Távolsági
| Járat  | Útvonal | Ütem             |
| ------ | --- | ---------------- |
| ICE 10 | Berlin Ostbahnhof – Berlin – Hannover – Bielefeld – Hamm (Westf) – Dortmund – Essen – Duisburg – Düsseldorf Flughafen – Düsseldorf (– Köln Messe/Deutz – Köln/Bonn Flughafen) | óránként         |
| ICE 50 | Dresden – Leipzig – Erfurt – Bebra – Kassel-Wilhelmshöhe – Hamm(Westf) – Dortmund – Düsseldorf Flughafen – Düsseldorf                                                         | egy vonatpár     |
| ICE 41 | München – Nürnberg – Würzburg – Frankfurt(Main) – Montabaur – Köln Hbf illetve Köln Messe/Deutz – Düsseldorf – (Düsseldorf Flughafen –) Essen – Dortmund                      | egy vonat        |
| ICE 43 | Basel – Freiburg(Breisgau) – Karlsruhe – Frankfurt Flughafen-Fernbf – Köln (– Düsseldorf – (Düsseldorf Flughafen –) Essen – Dortmund)                                         | egy vonatpár     |
| THA 80 | Paris-Nord – Bruxelles-Midi/Brussel-Zuid – Liège-Guillemins – Aachen – Köln – Düsseldorf – (Düsseldorf Flughafen –) Duisburg – Essen – Dortmund                               | bizonyos vonatok |
| IC 50  | (Dresden – Riesa –) Leipzig – Erfurt – Kassel-Wilhelmshöhe – Hamm (Westf) – Düsseldorf Flughafen – Düsseldorf                                                                 | egy vonatpár     |

## Kapcsolódó állomások
A vasútállomáshoz az alábbi állomások vannak a legközelebb:
- Düsseldorf Hauptbahnhof (Düsseldorf Hauptbahnhof, NRW-Express, Rhein-Haard-Express, Rhein-Emscher-Express, Rhein-Express, RE 6 (NRW), Köln–Duisburg-vasútvonal, Rhein-Haard-Express)
- Duisburg Hauptbahnhof (Osnabrück Hauptbahnhof, Köln–Duisburg-vasútvonal, Rhein-Haard-Express)
- Haltepunkt Angermund (Dortmund Hauptbahnhof, S1)
- Duisburg Hauptbahnhof (Arnhem vasútállomás, Rhein-IJssel-Express)
- Düsseldorf Hauptbahnhof (Düsseldorf Hauptbahnhof, Rhein-IJssel-Express)
- Düsseldorf-Unterrath station (Solingen Hauptbahnhof, S1)